# Давиде Баис
Давиде Баис (итал. Davide Bais; Роверето, 2. април 1998) италијански је професионални бициклиста који тренутно вози за UCI про тур тим — Полти—комета. Каријеру је почео 2019. а 2021. је освојио брдску класификацију на Тур де Лимузен трци, док је 2022. године возио своју прву гранд тур трку — Ђиро д’Италију. На Ђиро д’Италији 2023. побиједио је на седмој етапи на успону Кампо Императоре, што му је била прва побједа у каријери, а био је лидер брдске класификације на шест етапа.
Његов старији брат Матија Баис је такође професионални бициклиста.